# La Chapelle-aux-Chasses
Pour les articles homonymes, voir La Chapelle.
La Chapelle-aux-Chasses est une commune française située dans le département de l'Allier, en région Auvergne-Rhône-Alpes.

## Géographie

### Communes limitrophes
Ses communes limitrophes sont :
| Lucenay-lès-Aix (Nièvre) |                         | Gannay-sur-Loire |
|                          | La Chapelle-aux-Chasses | Paray-le-Frésil  |
| Chézy                    | Chevagnes               |                  |

### Climat
Pour des articles plus généraux, voir Climat d'Auvergne-Rhône-Alpes et Climat de l'Allier.
En 2010, le climat de la commune est de type climat océanique dégradé des plaines du Centre et du Nord, selon une étude du Centre national de la recherche scientifique s'appuyant sur une série de données couvrant la période 1971-2000. En 2020, Météo-France publie une typologie des climats de la France métropolitaine dans laquelle la commune est exposée à un climat océanique altéré et est dans la région climatique Centre et contreforts nord du Massif Central, caractérisée par un air sec en été et un bon ensoleillement.
Pour la période 1971-2000, la température annuelle moyenne est de 11 °C, avec une amplitude thermique annuelle de 16,5 °C. Le cumul annuel moyen de précipitations est de 806 mm, avec 11,8 jours de précipitations en janvier et 7,2 jours en juillet. Pour la période 1991-2020, la température moyenne annuelle observée sur la station météorologique de Météo-France la plus proche, « Vitry/loire », sur la commune de Vitry-sur-Loire à 14 km à vol d'oiseau, est de 11,5 °C et le cumul annuel moyen de précipitations est de 824,9 mm,. Pour l'avenir, les paramètres climatiques de la commune estimés pour 2050 selon différents scénarios d'émission de gaz à effet de serre sont consultables sur un site dédié publié par Météo-France en novembre 2022.

## Urbanisme

### Typologie
Au 1er janvier 2024, La Chapelle-aux-Chasses est catégorisée commune rurale à habitat très dispersé, selon la nouvelle grille communale de densité à 7 niveaux définie par l'Insee en 2022.
Elle est située hors unité urbaine. Par ailleurs la commune fait partie de l'aire d'attraction de Moulins, dont elle est une commune de la couronne,. Cette aire, qui regroupe 64 communes, est catégorisée dans les aires de 50 000 à moins de 200 000 habitants,.

### Occupation des sols

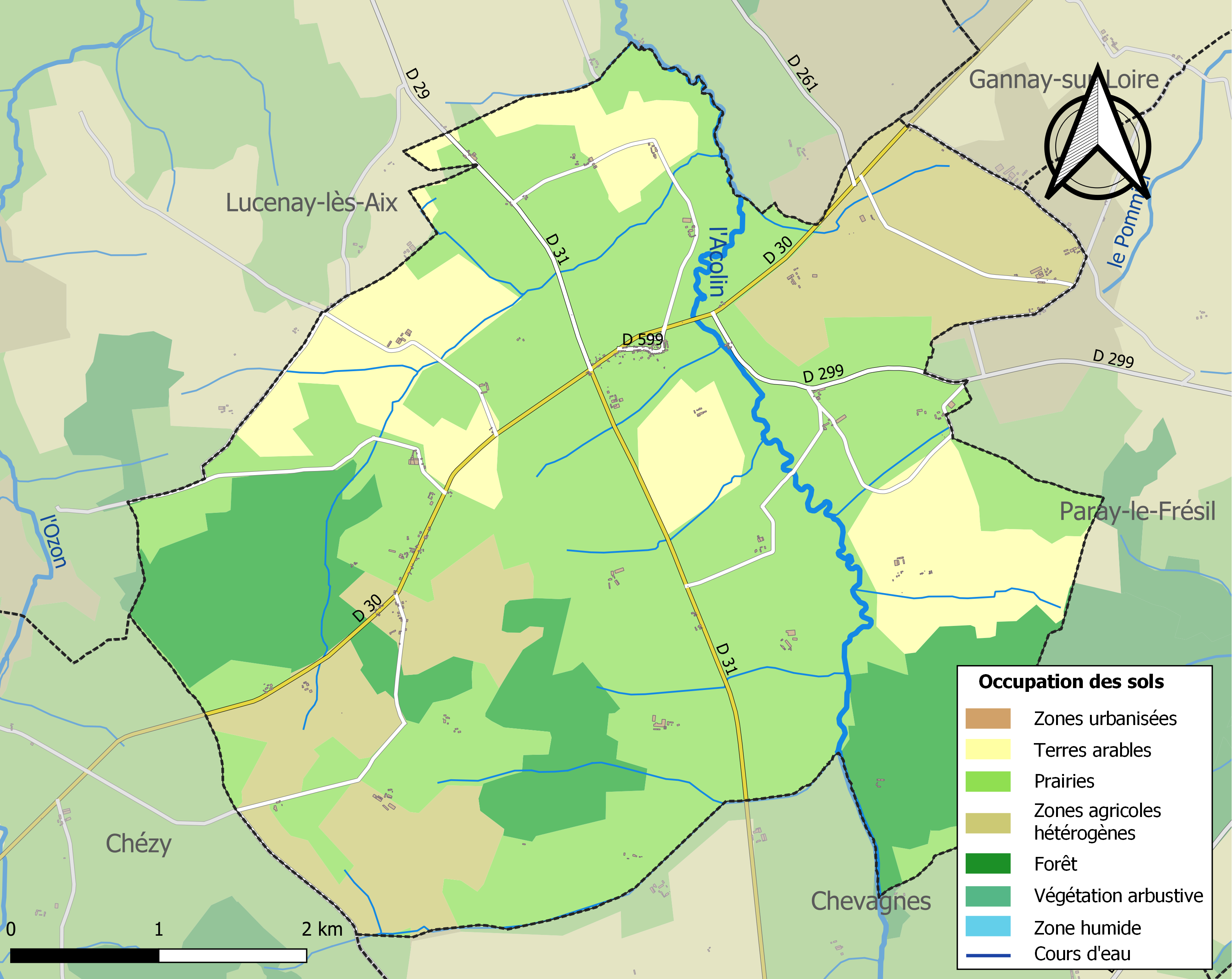
Carte des infrastructures et de l'occupation des sols de la commune en 2018 (CLC).

L'occupation des sols de la commune, telle qu'elle ressort de la base de données européenne d’occupation biophysique des sols Corine Land Cover (CLC), est marquée par l'importance des territoires agricoles (83,1 % en 2018), en diminution par rapport à 1990 (87,2 %). La répartition détaillée en 2018 est la suivante : 
prairies (51,8 %), zones agricoles hétérogènes (17,1 %), forêts (16,9 %), terres arables (14,3 %).
L'IGN met par ailleurs à disposition un outil en ligne permettant de comparer l'évolution dans le temps de l'occupation des sols de la commune (ou de territoires à des échelles différentes). Plusieurs époques sont accessibles sous forme de cartes ou photos aériennes : la carte de Cassini (XVIIIe siècle), la carte d'état-major (1820-1866) et la période actuelle (1950 à aujourd'hui).

## Toponymie
L’origine de son nom est parfois contestée, mais l’on sait que les premières églises furent souvent édifiées près d’une source dont la vertu curative était connue depuis longtemps comme la Font Sainte Marie, aujourd’hui appelée "Fontaine Sainte-Anne". Et la Chapelle-aux-Chats, Capella Catorium, fut sans doute la Chapelle des Chassieux où des aveugles, venus à la fontaine pour y laver dévotement leurs yeux, y retrouvaient la vue. Puis, au temps des rivalités entre conquérants ou féodaux, la Chapelle des guetteurs Cattis, d’où l’on a tiré le mot « chat ».

## Histoire
Le site est probablement occupé dès la préhistoire.
En 992, le prieuré de l'ordre de Saint-Benoît est cédé par le comte Landri à l'abbé de Saint-Germain d'Auxerre.
Il est à nouveau mentionné en 1569, avant de devenir une simple cure, qui dépend du diocèse de Nevers.
Au XIe siècle, La Chapelle-aux-Chasses (aux Chapts), initialement nivernaise, devient la propriété des sires de Bourbon et de ce fait territoire bourbonnais.
Au XIIIe siècle, le château de la Serrée devient le siège d'une prévôté et d'un fief des sires de Bourbon.
Pendant la Révolution, le curé Dauphin, ayant refusé de prêter serment, est remplacé par Jean-Baptiste Grand. Tous deux entrent en conflit jusqu'en 1791, date à laquelle Grand obtient que Dauphin soit expulsé de sa paroisse. Cette dernière est ensuite supprimée, puis rétablie en 1874.
Le 11 septembre 1944, les FFI de l'Allier établissent un premier contact avec le 1er régiment de parachutistes, alors en Provence, et c'est de cette commune que leur chef militaire, le colonel Franck Fabre, annonce la fin des hostilités sur le département.

## Politique et administration
| Période                                  | Période                      | Identité           | Étiquette | Qualité |
| ---------------------------------------- | ---------------------------- | ------------------ | --------- | --- |
| Les données manquantes sont à compléter. |                              |                    |           | |
| mars 2001                                | mars 2008                    | Marie-José Chassin | PS        | Vice-présidente du conseil régional d'Auvergne, Présidente de la Communauté de communes du Pays de Chevagnes, suppléante du député Guy Chambefort (2007-2012) |
| mars 2008                                | 3 juillet 2020               | Jean-Louis Guy     | DVG       | Employé |
| 3 juillet 2020                           | En cours (au 4 juillet 2020) | Carine Barillet    |           | Salariée du secteur agricole |

## Population et société

### Démographie
L'évolution du nombre d'habitants est connue à travers les recensements de la population effectués dans la commune depuis 1793. Pour les communes de moins de 10 000 habitants, une enquête de recensement portant sur toute la population est réalisée tous les cinq ans, les populations de référence des années intermédiaires étant quant à elles estimées par interpolation ou extrapolation. Pour la commune, le premier recensement exhaustif entrant dans le cadre du nouveau dispositif a été réalisé en 2005.

En 2022, la commune comptait 197 habitants, en évolution de −7,08 % par rapport à 2016 (Allier : −1,38 %, France hors Mayotte : +2,11 %).
| 1793 | 1800 | 1806 | 1821 | 1831 | 1836 | 1841 | 1846 | 1851 |
| ---- | ---- | ---- | ---- | ---- | ---- | ---- | ---- | ---- |
| 229  | 260  | 277  | 338  | 276  | 304  | 306  | 339  | 326  |

| 1856 | 1861 | 1866 | 1872 | 1876 | 1881 | 1886 | 1891 | 1896 |
| ---- | ---- | ---- | ---- | ---- | ---- | ---- | ---- | ---- |
| 376  | 389  | 413  | 410  | 442  | 494  | 542  | 587  | 551  |

| 1901 | 1906 | 1911 | 1921 | 1926 | 1931 | 1936 | 1946 | 1954 |
| ---- | ---- | ---- | ---- | ---- | ---- | ---- | ---- | ---- |
| 578  | 572  | 530  | 458  | 440  | 418  | 430  | 419  | 416  |

| 1962 | 1968 | 1975 | 1982 | 1990 | 1999 | 2005 | 2006 | 2010 |
| ---- | ---- | ---- | ---- | ---- | ---- | ---- | ---- | ---- |
| 391  | 342  | 295  | 266  | 250  | 216  | 227  | 226  | 213  |

| 2015 | 2020 | 2022 | - | - | - | - | - | - |
| ---- | ---- | ---- | - | - | - | - | - | - |
| 215  | 196  | 197  | - | - | - | - | - | - |

## Culture locale et patrimoine

### Lieux et monuments
- Église Sainte-Anne : Paroisse de l'ancien diocèse de Nevers, donnée, à la fin du Xe siècle, par Landry, Comte de Nevers, à l'abbaye Saint Germain d'Auxerre ; supprimée à la révolution, elle ne fut rétablie qu'en 1874. L'église, moderne, de style néogothique, a été élevée par l'architecte J-B Moreau de Moulins ; elle comprend une nef de cinq travées, terminée par un chevet plat ; un clocher mur domine la façade.
- Fontaine Sainte-Anne : Elle se déverse dans un bassin probablement d’époque gauloise. La statue de la sainte, dans sa niche, est de facture bien plus récente.
- Vestiges du château de la Serrée du XVe siècle.
- Château de Magny.